# La Royale (chanson)
Pour les articles homonymes, voir La Royale.
La Royale, sous-titrée « Marche des Camelots du Roi », est une chanson royaliste, hymne officiel de l'Action française. Elle a été écrite dans les années 1920 par Maxime Brienne sur une musique du compositeur René de Buxeuil.

## Paroles
Français, parlons avec courage.

Nés sur le sol qu'ont rassemblé nos Rois,

Nous recevons en héritage,

Le champ moins riche, et moins grand qu'autrefois…

C'est pourtant bien la même graine,

La même terre aussi pourtant,

Qui donc a pillé le domaine ?

Il faut savoir, il est grand temps.

Refrain

Si tu veux ta délivrance,

Pense clair et marche droit !

Les Rois ont fait la France !

Elle se défait sans Roi.

Si tu veux ta délivrance,

Pense clair et marche droit !

Français, nous voulons une France,

Mais à la France il faut un Roi ! 

Sans ordres, sans chef et sans guide,

Le peuple errant n'est qu'un pauvre troupeau,

Le nombre est un tyran stupide

Que les flatteurs poussent à son tombeau !

Le pouvoir n'est plus que la proie

Que se disputent les partis,

Pour sauver la France qu'ils broient

Autour du chef, soyons unis !

Tu n'étais pas un prolétaire

Libre artisan des métiers de jadis,

À l'atelier comme à la terre

Le Roi seul fort protégeait les petits !

Abandonné, l'ouvrier peine,

Esclave hier, forçat demain

Entre les dictateurs de haine

Et ceux du capital sans frein.

Protégeant nos foyers prospères

Le Roi tenait nos rivaux désunis,

La démocratie unitaire

A fait le bloc des Teutons ennemis !

Menant les peuples aux carnages

Elle armera le genre humain,

La paix n'est qu'aux mains du Roi sage,

Qui rompait le faisceau Germain !

Sur le pays sans Monarchie

L'ennemi fond quatre fois en cent ans ;

Nous avons sauvé la Patrie,

Mais qu'a-t-on fait du prix de notre sang ?

Le Roi, qui, si l'on croit l'Histoire

Ne le versa jamais en vain,

N'eût pas livré notre victoire

Au saboteur américain.

Transformant en ghetto immonde

Notre Paris qu'on ne reconnait plus,

On voit la vermine du monde

Prendre gaîment la place des poilus.

Vainqueurs, porterez-vous ces chaînes ?

Est-ce pour subir un tel sort

Que reviennent ceux qui reviennent,

Et que sont morts ceux qui sont morts ?

Enfin, des chimères fatales

Un grand penseur délivre nos cerveaux ;

Assez de sang et de scandales,

Hommes petits qui criez de grands mots !

Pour les rhéteurs, l'heure est mauvaise,

Notre force est d'avoir raison,

Et partout l'Action Française

Fait reculer la trahison !